# 42e régiment d'infanterie coloniale
Pour les articles homonymes, voir 42e régiment.
Le 42e régiment d'infanterie coloniale est une unité de l'armée française. Il fait partie des troupes coloniales de réserve, créé en août 1914 par dédoublement du 22e régiment d'infanterie coloniale. Dissous en avril 1919, il est recréé début juin 1940, pendant la bataille de France, avant d'être annihilé le 17 juin.

## Historique
- Certaines informations devraient être mieux reliées aux sources mentionnées dans la bibliographie ou les liens externes. Améliorez sa vérifiabilité en les associant par des références. (Marqué depuis août 2021)
- Elle contient une ou plusieurs listes. Le texte gagnerait à être rédigé sous la forme d’un ou plusieurs paragraphes synthétiques, afin d’être plus agréable à lire. (Marqué depuis août 2021)

### Première Guerre mondiale

#### Affectations
Le 42e régiment d'infanterie coloniale est créé le 2 août 1914. Il est affecté à la 149e brigade d'infanterie (75e division d'infanterie puis indépendante) d'août 1914 à juin 1915, la 10e division d'infanterie coloniale de juin 1915 à novembre 1916 et la 11e division d'infanterie coloniale de novembre 1916 à novembre 1918.

#### 1914
- Ardennes
- Meuse :
  - août-septembre : Haudiomont

#### 1915
- mars : Vauquois
- juillet-octobre : seconde bataille de Champagne, Souain
- octobre : Tahure

#### 1916
En juillet 1916, le 66e bataillon de tirailleurs sénégalais est rattaché au bataillon.
Bataille de la Somme
- Septembre-octobre : Cappy

#### 1917
- Expédition de Salonique : du 21 au 27 décembre 1916, le régiment rejoint le camp Delorme à Marseille et embarque à destination de Salonique du 27 décembre 1916 au 1er janvier 1917. Le 15 janvier, le régiment fait route vers Monastir (aujourd'hui Bitola), où il arrive le 25 après des étapes rendues pénibles par la faible température.
- Mai 1917 : bataille de la Boucle de la Cerna. Le 11 mai, le 6e bataillon et la 19e compagnie attaquent les positions allemandes du massif des Pitons rocheux (piton no 9). À partir du 14 mai, les premières lignes sont touchées par un bombardement intense avec des projectiles de gros calibre. Le 17 mai, le régiment se porte à l'attaque du massif des Rocheux : 6e bataillon sur le piton 1 (droite) ; 4e bataillon sur le piton 2 (centre) ; 5e bataillon sur le piton 3 (gauche). L'attaque est déclenchée à 6 h 45. Un combat acharné s'ensuit, avec attaques et contre-attaques. À 10 h, l'opération échoue définitivement. Elle cause d'importantes pertes : 16 officiers sont tués, blessés ou disparus, 402 hommes de troupe hors de combat. Durant ces combats, des unités bulgares revêtent l'uniforme français, ouvrant traîtreusement le feu à bout portant[réf. nécessaire].

#### 1918
- Expédition de Salonique
- Bataille de Dobro Polje

### Entre-deux-guerres
Le 19 novembre 1918, il est envoyé pour occuper les ports de Fiume et Raguse. Il est dissous le 1er avril 1919.

### Seconde Guerre mondiale
Le 42e RIC est recréé le 5 juin 1940 à partir des XXIe bataillons (bataillons d'instructions) du 3e, 23e RIC et du RICM. Le régiment est commandé par le lieutenant-colonel Perrot. Ses soldats sont de jeunes recrues mobilisées en 1939 et toujours en cours d'instruction, renforcés le 14 juin par 150 Français africains originaires des Quatre communes du Sénégal. Le régiment est rattaché à la 240e division légère d'infanterie.
Le 15 juin, il reçoit ordre de bloquer l'avance allemande dans l'Aube puis, le lendemain de rejoindre Montbard. Mais Montbard est déjà occupée et Perrot, ayant perdu le contact avec le Ier et le IIe bataillon, part avec le IIIe bataillon vers Dijon. Le chef de corps et le IIIe bataillon dégagent une unité d'artillerie encerclée mais sont ensuite capturés à Bouix. Le Ier bataillon est, lui, capturé à Sennevoy-le-Haut après sept heures de résistance le 17 juin. Le IIe bataillon, en route vers Channes, force le passage à Bragelogne-Beauvoir le 16 juin. Le 17 vers 3 heures du matin, il atteint Arthonnay et fait face aux avant-gardes du 41e corps motorisé allemand. Il combat pendant cinq heures, les compagnies contre-attaquant même à la baïonnette. Il compte 109 tués et 350 blessés. Seuls quelques éléments isolés échappent à la capture.
Le régiment est dissous.

### L'après Seconde Guerre mondiale
Le 1er juillet 1979, le 42e régiment de commandement et de soutien (RCS) est créé à Nouméa. Il récupère les traditions du 42e RIC.

## Commandement
- 2 août 1914 - 13 septembre 1915 : lieutenant-colonel (puis colonel) Bourgeron[7]
- 13 septembre 1915 - 18 janvier 1916 : lieutenant-colonel Jung[7]
- 25 septembre 1915 : chef de bataillon Citerne[8]
- 18 janvier 1916 - 7 janvier 1917 : lieutenant-colonel (puis colonel) Expert-Besançon[7]
- 7 janvier - 1er février 1917 : lieutenant-colonel Bétrix[7]
- 1er - 22 février 1917 : colonel Morisson[7]
- 22 février 1917 - 19 septembre 1918 : lieutenant-colonel Soubiran[7]
- 19 septembre - 19 novembre 1918 : chef de bataillon Montégu[7]
- 20 novembre - 17 décembre 1918 : colonel Debieuvre[7]
- 17 - 31 décembre 1918 : chef de bataillon Forgeron[7]
- 31 décembre 1918 - 1er avril 1919 : lieutenant-colonel Noël[7]
- 5 juin 1940 - 16 juin 1940 : lieutenant-colonel Perrot

## Identité

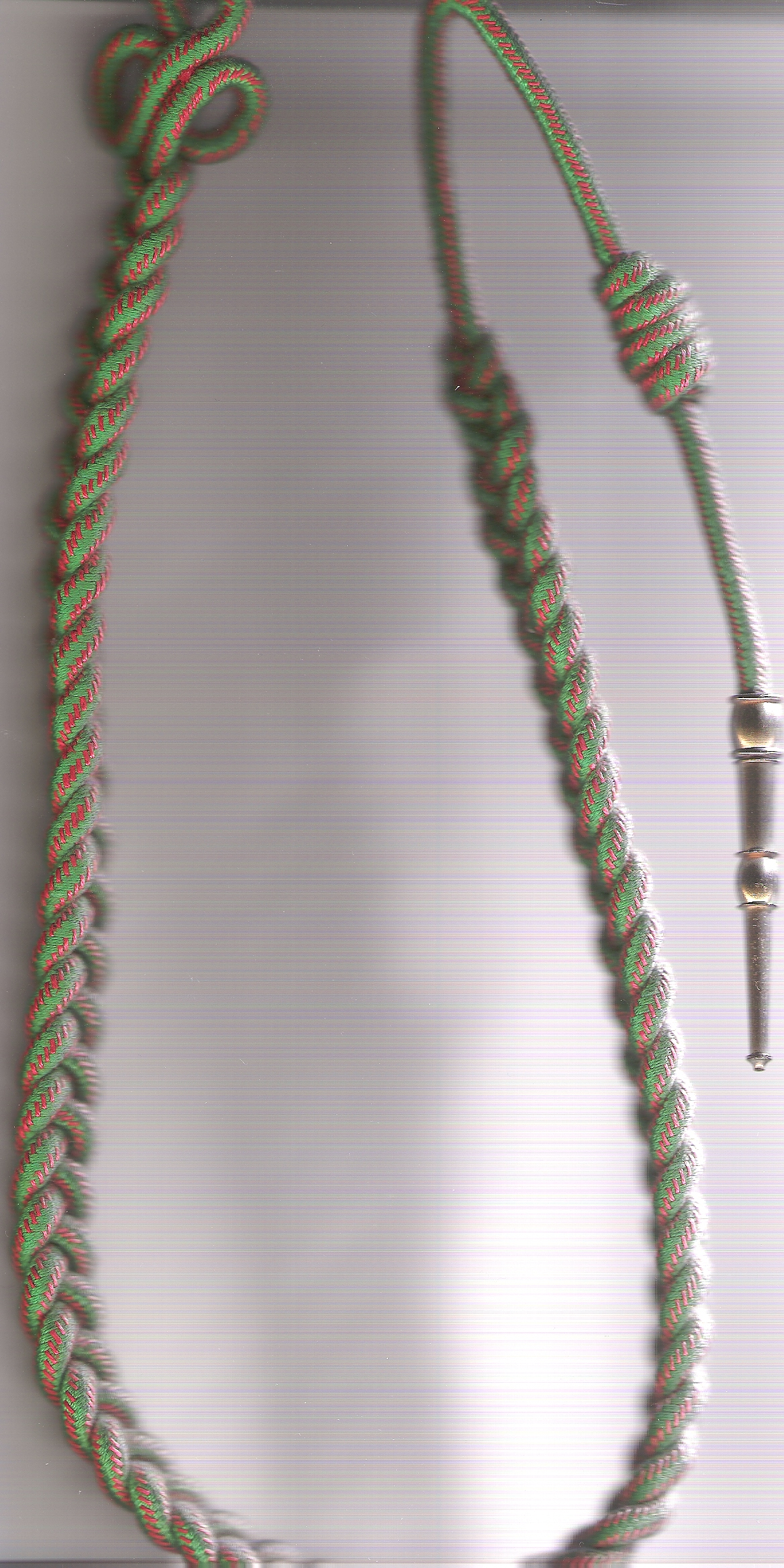
Fourragère aux couleurs de la croix de guerre 1914-1918

### Devise
« Tous ensemble dans la même direction. »[réf. nécessaire]

### Drapeau
Il porte les inscriptions :
- La Marne 1914
- Champagne 1915
- Dobropolje 1918

Il reçoit la fourragère aux couleurs de la Croix de guerre 1914-1918 le 16 novembre 1918.